# 蠟筆小新：不理不理王國的秘寶
《蜡笔小新：不理不理王國的秘寶》（日语：クレヨンしんちゃん ブリブリ王国の秘宝，鴻星影視譯作《阿裡盧國的王宮》，亞洲電視譯作《普里王國的秘密》）是日本于1994年4月23日上映的蜡笔小新电影，也是蜡笔小新的第2部动画电影。

## 概要
- 前作《蠟筆小新：動感超人VS高衩魔王》於暑假上映，而從本作之後皆於黃金週上映（日本的4月末至5月初）。接連兩部作品皆賣座超過20億日元。
- 原作者臼井儀人希望「第二部作品呈現印第安纳·琼斯風格的動作片」，而決定了此次劇情的舞台。標題依然由臼井儀人命名。
- 本鄉滿執導的第二作。另外，《蠟筆小新》劇場版系列自本作開始片頭動畫採用石田卓也製作的黏土动画。
- 本作特別邀請知名主播兼廣播主持人的小宮悅子親臨獻聲，就連劇中的角色也和本人相同。此例後，除了續作《蠟筆小新：雲黑齋的野心》以外，之後的系列作品都邀請了聲優以外的電視上經常露臉演出的如艺人、演員、歌手參與配音。

## 剧情
某個寂靜的夜晚，位於不理不理王國的首都「不理」的王宮，遭到邪惡組織「白蛇幫」的入侵，他們將熟睡中的不理不理王國的助之新王子帶走了。國王馬上下令皇室親衛隊傾全力救出王子。
幼稚園裡，大家畫著自己最想要的東西。小新想要主播小宮悅子大姊姊，卻被老師糾正，只好改口說要她的簽名。當天下午，小新陪美冴到鎮上商店街買晚餐的菜，碰巧遇上抽獎活動，好手氣的小新一轉就轉到了頭獎「不理不理王國 免費六天五夜行」。正當野原家為了頭獎的出國旅行興高采烈時，實際上他們正掉入白蛇幫所設下的圈套。
數日後，野原家來到了機場，搭乘了有「白蛇」標誌的小飛機準備出國，實際上這是由白蛇幫準備的飛機，機組人員也都是白蛇幫的人。起飛不久後，團員們紛紛現出原形，「人妖二人組」妮娜和莎莉準備強行擄走小新而發生衝突。三人急中生智，穿了機上的降落傘後一躍而下（小新並沒有穿）。三人摔進了無邊無際的原始叢林中，後憑著廣志的直覺走到了一處遺跡。而在遺跡中，眾人靠著小新與猴子建立起的關係，順利過了一夜。當天晚上，小新從住在遺跡裡的猴子那拿到了一個豬鼻形狀的吊墜。
野原家在猴子的指示下，離開了遺跡，赫然發現鐵軌，於是三人便搭上火車。在火車上，遇見了一名認為小新是「王子」的神秘女子，原來她是不理不理王國皇室親衛隊少校－路路·陸·露露，她奉命尋找被綁架的助之新王子，卻因小新和助之新王子長得太像而認錯（後因兩人性格南轅北轍，露露才明白是誤認）。隨後，白蛇幫追上了這班列車，並強行突入，大幹部Mr.哈布和露露在車廂中發生激烈的扭打，最後露露不敵哈布，小新也在這空檔被白蛇幫帶走。被白蛇幫囚禁的小新，在監牢裡看到了一名和自己長得很像的小孩，和他打了交道，原來這名少年正是路路·陸·露露在找的助之新王子。
隔天，白蛇幫的人帶著小新與助之新王子來到黃金之都，路途中遇到許多危險的機關，最後來到了寶藏的所在之處，接著首領阿那康達找到了不理不理壺（寶藏），隨即跳起舞來，解除了不理不理壺的封印，召喚了不理不理魔人出來，於是不理不理魔神問他想要什麼願望，阿那康達就說出了他想要很大的力量來統治世界，因不理不理魔人並不曉得阿那康達到底要多大的力量，所以就被小新搶先許下了他最想要的小宮悅子的親筆簽名，阿那康達便火冒三丈，這時小新的爸媽以及路路·陸·露露也找到了黃金之都，和小新與助之新王子會面。而Mr. 哈布也找到了另一瓶不理不理壺，阿那康達便叫Mr. 哈布拿給他，Mr. 哈布卻對阿那康達翻臉，說出他對阿那康達真實的想法，討厭他自以為是的態度和他醜陋的樣貌，不理會阿那康達便召喚出黑不理不理魔人，不過卻被阿那康達即時許下了要獲得黑不理不理魔人的所有力量。

## 登場角色
※本作在香港存在三個粵語配音版本。
- 鴻星影視版本：片名為《阿裡盧國的王宮》，1996年收錄於鐳射影碟，由鴻星影視推出。
- ATV版本：片名為《普里王國的秘密》，1998年8月15日在本港台首播。
- 亞洲影帶版本：片名為《不理不理王國的寶藏》，2008年收錄於DVD及VCD，由亞洲影帶推出。

| 配音員                                                 | 角色                 | 介紹 |
| ------------------------------------------------------ | -------------------- | --- |
| 川田妙子 魏晶琦（台灣）                                | 助之新王子           | 不理不理王國王子 係位於印度洋上斯里蘭卡東南方500公里處、幾乎位於赤道上、跟四國面積同等大的立憲君主國家「不理不理王國」的王子。長相和小新一模一樣，名字唸法亦相當接近，文質彬彬有禮貌，小新稱他為「小助」。因為身為獲得不理不理王國祕寶的關鍵人物，而遭到秘密組織「白蛇幫」擄走。 原作版本中，助之新是個軟弱，卻相當有禮貌的孩子。 |
| 紗ゆり 賀世芳（台灣）                                  | 路路·陸·露露         | 不理不理王國皇室親衛隊少校 本部電影女主角，少校編號9999。為了解救遭到綁架的助之新王子，監視著妮娜、莎莉的行動。於列車上首次邂逅野原一家，起初還將小新誤認為助之新王子，在妮娜、莎莉出現後，便與野原家站在同一陣線。其優異的拳法來自袋鼠師傅，劇中曾和Mr.哈布有著不相上下的死鬥場面。留著幹練短髮，是個長相亮麗的大姊姊。 原作版本中，為助之新王子的貼身保鑣，因其外出導致王子遭到綁架。和哈布一戰時，以「單身女子迴旋踢」解決了哈布。 |
| 宮内幸平 未知 曹冀魯 呂佩玉（台灣）                    | 國王、皇后           | 不理不理王國的國王和皇后 助之新的雙親。在白蛇幫綁架助之新後，示意皇室親衛隊全力搜尋王子的下落。 原作版本中，皇后看到助之新跳起大象舞的時候，過分的驚嚇使她休克昏厥。 |
| 富田耕生 林谷珍（台灣）                                | 阿那康達伯爵         | 白蛇幫首領 不理不理王國的邪惡組織「白蛇幫」首領。光頭，身型肥胖，五短身材的中年男子，個性驕傲自大，飼養著許多蛇類。覬覦著長眠於素有「不理不理王國的祕寶」之稱的宮殿遺跡中的不理不理魔人之力，想藉此征服世界。能讓小新初見面就流露出恐懼的神情，阿那康達恐是反派角色第一人。 原作版本中，因為黑不理不理並未登場，故沒有融合場景。被稱為「蟒蛇伯爵」，性格暴力傾向(因為部下儀容不整就拿拐杖打人)又小氣吝嗇，曾被小新說是「妖怪電燈泡頭老阿公」。將王子作為人質並要脅大量贖金，打算搭著直升機逃跑，卻被小新亂入，丟下直升機逕自逃跑並失敗，最後遭到逮捕。 |
| －                                                     | 亞力山大             | 蟒蛇 阿那康達所飼養的白化蟒蛇。經常纏繞於阿那康達脖子上，也是阿那康達最鍾愛的蛇。當阿那康達成為魔人化時，融合成其右手，最後一同被封印。 原作版本中，小白（小新不小心帶來）以棉花糖絕技對抗其白大便絕技，最後被遺留在遺跡內。 品種來自並列世界最大級蛇種的網紋蟒。 |
| 中田浩二 魏伯勤（台灣）                                | Mr.哈布              | 白蛇幫最高幹部 阿那康達的心腹，白蛇幫最高幹部。戴有色眼鏡，身穿白西裝的大個子猛男。擁有超群的格鬥技能力。能夠使出除了頭部以外，其他身體部份產生龍捲風般的高速旋轉招式。 原作版本中，被稱為「眼鏡蛇先生」，對阿那康達極為忠誠。不僅格鬥技出色，槍法也相當神準，不過有時沒有耐性。看到遺跡陷阱時的驚訝神情，愛好日本舞蹈及滑稽的神態曾被描繪。和露露一戰時，因廣志的臭襪氣味導致行動遲鈍而被逮捕。 名字來自一種黃綠龜殼花（ハブ），以及李小龍主演的動作電影《龍爭虎鬥》中的邪惡拳法家韓先生（Mr.Hans）。                                                     |
| 屋良有作 鹽澤兼人 李香生 曹冀魯（台灣） 李家傑（香港） | 妮娜 莎莉            | 人妖 Mr.哈布底下的人妖二人組。光頭、身著西裝、外表較男性的為妮娜；長髮、外貌較為女性的為莎莉。雖為底下幹部，但似乎對於阿那康達和哈布而言不太重要，總被任意差使。平時以戰鬥員以上的身分活動，但在綁架助之新王子時曾以戰鬥員之姿活動。 原作版本中為臨時雇員，以平常樣貌現身抽獎活動，而未穿布偶裝。退出白蛇幫後，宣言「不殺人和作姦犯科」，事後為了贖罪而被逮捕。 |
| －                                                     | 戰鬥員               | 白蛇幫戰鬥員 身穿白色緊身裝。野原家搭機時的空少們，皆為戰鬥員所偽裝。前往宮殿遺跡的戰鬥員們，全因陷阱而犧牲。 原作版本中，不僅露露，就連美冴、廣志、妮娜與莎莉都能打倒戰鬥員們，並將前往遺跡的戰鬥員們全部逮捕。 另外，戰鬥員於「蠟筆大戰」中作為酒吧的客人再次登場。 |
| 加藤精三 曹冀魯（台灣） 陳旭明（香港）                 | 不理不理魔人         | 魔神 從祕寶的壺中出現的精靈。壺被放置於宮殿遺跡的頂端。身著神燈精靈般的衣服，不過長相和姿態都和肥嘟嘟左衛門頗為神似。需先跳上一段召喚舞，方能解除壺的封印，讓魔人現身，並可實現「一個心願」。 原作版本中，將小新和助之新從阿那康達的直升機中救出，便再次沉睡。 |
| 納谷六朗 李香生（台灣）                                | 黑不理不理（黑魔人） | 魔神 長眠於遺跡的祕寶中。不理不理魔人的「兄弟」，有漆黑的身體，細長的眼睛發出紅光。同樣被封印於壺裡，但須由被隱藏的特殊入口才能得到。 原作版本中未登場。 |

## 登場兵器
- AH-64阿帕契（AH-64 アパッチ）－不理不理皇室親衛隊為了解救助之新王子而出動的2架攻擊直升機。
- 科特25（コルト・ポケット）－露露的手槍。但與實槍有著微妙的不同。
- M16突擊步槍（M16A1）－不理不理王國警備兵之配備。
- 白朗寧大威力半自動手槍（ブローニングハイパワー）－莎莉的自動手槍。
- MAC-11衝鋒槍（イングラムM11）－白蛇幫潛入部隊之配備。附消音器。

## 声优
- 野原新之助 - 矢島晶子／蔣篤慧（台灣）
- 野原广志 - 藤原啟治／于正昇（台灣）
- 野原美冴 - 楢橋美紀／呂佩玉（台灣）
- 小白／风间彻 - 真柴摩利／賀世芳（台灣）
- 樱田妮妮 - 林玉緒／魏晶琦（台灣）
- 佐藤正男 - 一龙斋贞友／魏伯勤（台灣）
- 阿 - 佐藤智恵／于正昇（台灣）

## 制作
- 原作 - 臼井仪人
- 导演 - 本郷満
- 编剧 - 本郷満、原恵一
- 原画 -  増井壮一、橋本昌和、高橋涉、鴫野彰
- 演出 -  原恵一
- 作画导演 -  原勝德、堤規至
- 美術导演 -  星野直美
- 角色设计 -  原勝徳
- 色彩設計 -  野中幸子
- 摄影导演 -  高橋秀子
- 粘土动画 -  石田卓也
- 音乐 -  荒川敏行、多田彰文、井内啓二
- 音响导演 -  大熊昭
- 剪辑 -  岡安肇
- 制作人 -  茂木仁史、太田賢司、堀内孝
- 协同制作人 -  吉田有希、本井健吾、鶴崎里香、鈴木健介
- 制作 - SHIN-EI动画、朝日电视台、旭通广告、双叶社
- 发行 - 東宝
- 特殊効果 - 土井通明
- 動画检查 - 小原健二
- 演出助手 - 水島努
- 動画 - 京都动画、
- 仕上 - 京都动画、
- 仕上検査 - 高木理恵、中西恵子、松田利恵、松谷早苗、堀越智子
- 背景 -
- 撮影 -
- - 渡辺由利夫、末弘孝史
- 編集 - 小島俊彦、中葉由美子、村井秀明、川崎晃洋、三宅圭貴
- 效果 - 松田昭彦（フィズサウンドクリエイション）
- 録音室 -
- 整音 - 柴田信弘、大谷陽一
- 録音制作 -
- 制作助理 - 飯草良花
- 制作光碟 - 山川順一、和田泰
- 制作進行 - 魁生聡、斎藤敦、内田和弘、志村宏明、別紙直樹、八田陽子、大橋永晴、森田晋次
- 标题 - 道川昭
- 音楽制作 -
- 現像 - 東京現像所
- 技術協力 - 森幹生

## 主题曲
| 類別   | 曲名         | 作詞       | 作曲     | 編曲     | 歌手                   |
| ------ | ------------ | ---------- | -------- | -------- | ---------------------- |
| 片頭曲 | 「」         | 里乃塚玲央 | 小杉保夫 |          | 野原新之助（矢島晶子） |
| 插入曲 | 「」         | 原恵一     | 荒川敏行 |          |                        |
| 片尾曲 | 「See You!」 | AIKO       | 白川明   | 小西真理 | 岸恭子                 |

## DVD
1995年4月25日，由萬代影視发行。

## 外部連結
- 互联网电影数据库（IMDb）上《蠟筆小新：不理不理王國的秘寶》的资料（英文）
- 開眼電影網上《蠟筆小新：不理不理王國的秘寶》的資料（繁體中文）
- 时光网上《蠟筆小新：不理不理王國的秘寶》的資料（简体中文）
- 豆瓣电影上《蠟筆小新：不理不理王國的秘寶》的資料 （简体中文）